# فرودگاه صحرایی کوول استن
فرودگاه صحرایی کوول استن (به انگلیسی: Coal Aston Airfield) یک فرودگاه خصوصی است که یک باند فرود چمن دارد و طول باند آن ۷۳۲ متر است. این فرودگاه در کشور انگلستان قرار دارد و در ارتفاع ۲۲۹ متری از سطح دریا واقع شده‌است.